# マリアージュ (文藝天国の曲)
「マリアージュ」は、日本のユニット・文藝天国の3作目の配信限定シングル。2021年7月17日にbungei recordsから配信された。

## 概要
前作『シュノーケル』から10日後に発表された楽曲作品。3枚目の配信限定シングル。

## 収録曲
1. マリアージュ [3:07] 
作詞・作曲:ko shinonome/編曲:文藝天国[2]
  - 第9回全国高等学校ダンス部選手権のプロモーション[1]
  - 後にリテイク版でミュージック・ビデオが公開された[3]。